# Гривки (Дновський район)
Гривки (рос. Гривки) — присілок в Дновському районі Псковської області Російської Федерації.
Населення становить 8 осіб. Входить до складу муніципального утворення Муніципальне утворення Дно.

## Історія
Від 2015 року входить до складу муніципального утворення Муніципальне утворення Дно.

## Населення
| 2001 | 2002 | 2010 |
| ---- | ---- | ---- |
| 19   | →19  | ↘8   |